# Scutovertex
Scutovertex – rodzaj roztoczy z kohorty mechowców i rodziny Scutoverticidae.
Rodzaj ten został opisany w 1879 roku przez Alberta Davidsona Michaela. Gatunkiem typowym wyznaczono Scutovertex sculptus.
Mechowce te mają notogaster z 2 parami drobnych areae porosae i kwadratowym lenticulus, położonym w przedniej części. Szczeciny notogastralne występują w liczbie 9 par, genitalne 6 par, aggenitalne 1 pary, analne 2 par, a adanalne 3 par. Odnóża trójpalczaste.
Rodzaj kosmopolityczny.
Należy tu 28 opisanych gatunków:
- Scutovertex alpinus Willmann, 1953
- Scutovertex arenocolus Pfingstl et Schäffer, 2009
- Scutovertex bulgaricus Kunst, 1961
- Scutovertex clypeatus (Nicolet, 1855)
- Scutovertex evansi Mahunka, 1984
- Scutovertex fossatus Wallwork, 1967
- Scutovertex glaber Mihelčič, 1957
- Scutovertex glandulosus Balogh et Mahunka, 1965
- Scutovertex granulatus Mihelčič, 1957
- Scutovertex ianus Pfingstl, Schäffer, Ebermann et Krisper, 2010
- Scutovertex inlenticulatus Sitnikova, 1975
- Scutovertex jindianensis Wen, 1985
- Scutovertex laminipes Hammer, 1961
- Scutovertex marginatus Mahunka, 1983
- Scutovertex minutus (Koch, 1836)
- Scutovertex neonominatus Subías, 2004
- Scutovertex niger Moskacheva, 1964
- Scutovertex ornatus Bulanova-Zachvatkina, 1964
- Scutovertex pannonicus Schuster, 1958
- Scutovertex petrophagus Banks, 1906
- Scutovertex pictus  Kunst, 1959
- Scutovertex pileatus Schäffer, Krisper, Pfingstl et Sturmbauer, 2010
- Scutovertex pilosetosus Polderman, 1977
- Scutovertex punctatus  Sitnikova, 1975
- Scutovertex sculptus Michael, 1879
- Scutovertex serratus Sitnikova, 1975
- Scutovertex spinipes Berlese, 1916
- Scutovertex subspinipes Balogh, 1959